# Aeroportul Fond-du-Lac
Aeroportul Fond-du-Lac (IATA: ZFD, ICAO: CZFD) este un aeroport din Saskatchewan, Canada.
Situat la o altitudine de 243 m, aeroportul dispune de o singură pistă. Este operat de Ministry of Highways and Infrastructure⁠(d).